# Unterleutnant
Der Unterleutnant (NVA-Originalabkürzung Ultn.) ist ein Soldat im niedrigsten Offiziers-Dienstgrad. Er gehört zur Dienstgradgruppe der Leutnante bzw. Subalternoffiziere.

## Deutschland

### Kaiserreich, Weimarer Republik, Drittes Reich, Bundesrepublik
In einigen deutschen Heeren des 19. Jahrhunderts gab es vor 1871 die Abstufung Oberleutnant (Premierlieutenant) – Leutnant (Secondelieutenant) ohne den Grad „Unterleutnant“. Einen Unterleutnant zur See gab es bis 1898 in der Kaiserlichen Marine, er entsprach dem Seconde-Lieutenant des deutschen Heeres.
In der Reichswehr, der Wehrmacht und der Bundeswehr gab es den Dienstgrad Unterleutnant zu keiner Zeit.

### NVA der DDR
In Anlehnung an die sowjetischen Streitkräfte war in den Bewaffneten Organen der DDR der Unterleutnant der rangniedrigste Offizier; vergleichbar gemäß NATO-Rangcode OF-1c.
In der NVA und den Grenztruppen der DDR bestand die Untergruppe der Leutnante aus dem Unterleutnant, dem Leutnant und dem Oberleutnant. Entsprechend der Dienststellung konnte der Einsatz als Offizier des operativen Dienstes, Politoffizier, Offizier der technischen und rückwärtigen Dienste sowie der Militärjustizorgane erfolgen. Die Ernennung zum ersten Offiziersdienstgrad erfolgte in Abhängigkeit vom Ausbildungsgang und von der Vorbildung, die Beförderung zum nächsthöheren Leutnantsdienstgrad zumeist nach zwei, zum Hauptmann in der Regel nach weiteren drei Dienstjahren.
Nach einjährigem Offizierslehrgang für Offiziere auf Zeit (OaZ) an einer Offiziershochschule der NVA oder der Grenztruppen wurden diese Offiziersschüler, die sich für einen drei- seit 1982 vierjährigen Dienst verpflichtet hatten, zum Unterleutnant ernannt.
Offiziersschüler, die eine Laufbahn als Berufsoffizier anstrebten, wurden nach dem Diplomabschluss der Absolventen der Offiziershochschulen nach vier Ausbildungsjahren zum Leutnant ernannt und durchliefen den Dienstgrad nicht.
Die offizielle Dienstgradbezeichnung der Volksmarine war anfangs Unterleutnant zur See, wurde aber später in Unterleutnant geändert. Im individuellen Sprachgebrauch hingegen blieb die traditionelle Bezeichnung Unterleutnant zur See weiterhin erhalten.
| Dienstgrad                                   |                                      |                 |
| niedriger: Stabsoberfähnrich (kein Offizier) | Unterleutnant(Unterleutnant zur See) | höher: Leutnant |

#### Ausbildung
Unterleutnante der NVA waren seit Einführung des vierjährigen Hochschulstudiums an den Offiziershochschulen in der Regel keine Berufsoffiziere, sondern Zeitsoldaten oder „Offiziere auf Zeit“ (OaZ), die sich nach Erlangung der Hochschulreife (Abitur) für eine aktive Wehrdienstzeit von mindestens drei, ab 1982 mindestens vier Jahren in der NVA verpflichteten.
Ihre militärische Ausbildung erfolgte in der Regel durch ein einjähriges Studium an einer Offiziershochschule, das mit der Ernennung zum Unterleutnant abschloss. Unmittelbar danach erfolgte die Versetzung zum Truppendienst in den verschiedenen Teilstreitkräften der NVA. Dort wurden Unterleutnante regelmäßig in der Dienststellung des Zugführers eingesetzt, soweit sie nicht – zum Beispiel auf Grund spezieller Fähigkeiten, Fertigkeiten oder Kenntnisse – in speziellen Verwendungen eingesetzt werden konnten.
Bei Bedarf und Vorliegen bestimmter Voraussetzungen, beispielsweise einem Reserveoffizierslehrgang während des Studiums, wurden auch geeignete Reservisten mit erfolgreich abgeschlossenem zivilem Hochschulstudium nach einer Einberufung zum Reservistenwehrdienst zum Unterleutnant der Reserve ernannt. Absolventen von Fachschulen konnten ebenfalls zum Unterleutnant der Reserve ernannt werden. Teilweise wurden auch besonders befähigte langgediente Stabsfeldwebel zum Unterleutnant ernannt.

#### Übernahme in die Bundeswehr
Unterleutnante wurden nach der Auflösung der NVA im Jahre 1990 nur in Ausnahmefällen in die Bundeswehr übernommen. Auf Antrag, bei Bedarf, Eignung und erfolgreicher Einzelfallprüfung vor einem unabhängigen Prüfungsausschuss, der MAD-Befragung, der ersten Sicherheitsüberprüfung und einer vorläufigen Beurteilung konnte eine Übernahme als Zeit- oder Berufssoldat erfolgen. In der Regel war eine Übernahme in die Bundeswehr mit der Herabsetzung im Dienstgrad verbunden. Die bundeswehrüblichen Ausbildungsnachweise mussten in jedem Fall erbracht oder nachgeholt werden. Sofern die nachfolgenden Sicherheitsüberprüfungen oder Sicherheitsermittlungen, die grundsätzlich mit einer Einzelfallprüfung auf eine frühere Stasi-Tätigkeit verbunden war, Umstände ergaben, die für die weitere Tätigkeit in der Bundeswehr ein Sicherheitsrisiko darstellten, erfolgte die sofortige und fristlose Entlassung. Von den 39.000 ehemaligen NVA-Offizieren wurden dennoch ca. 3.600 vor allem dienstzeitjüngere sehr gut ausgebildete und gut beurteilte Soldaten übernommen. Die weiblichen ehemaligen NVA-Offiziere wurden ausnahmslos entlassen. Hier war eine Übernahme als zivile Mitarbeiterin nach den bundesüblichen Festlegungen, Vorschriften und Verfahren möglich.

## Österreich
Im österreichischen Bundesheer existiert der Begriff Unterleutnant nicht. Der Dienstgrad Vizeleutnant bezeichnet den höchstmöglichen Dienstgrad eines Unteroffiziers.
Dem Unterleutnant entspricht in etwa der Fähnrich als niedrigster Offiziersgrad für Personen, die sich an der Militärakademie in Ausbildung befinden. Beförderung zum Leutnant erfolgt mit erfolgreicher Beendigung der Ausbildung.
Nach NATO-Schema ist in Österreich der NATO-Unterleutnant ein Leutnant (ein goldener Stern), der NATO-Leutnant ein Oberleutnant (zwei goldene Sterne).

## Andere Länder im Warschauer Pakt
Den Unterleutnant (OF-1c) gab es als niedrigsten Rang der Dienstgradgruppe der Offiziere auch in anderen Streitkräften des Warschauer Pakts.
- Bulgarien, ⇒ младши лейтенант (mladschi leitenant) bis 2010
- Sowjetunion ⇒ младший лейтенант (mladschi leitenant)
- Rumänien ⇒ sublocotenent
- Tschechoslowakei ⇒ podporučík
- Ungarn ⇒ alhadnagy 1951–1990

In Polen hat es diesen Rang nicht gegeben, der polnische Podporucznik – obwohl der westslawischen Bedeutung wörtlich „Unterleutnant“ – entsprach einem Leutnant der übrigen Warschauer Pakt-Staaten. In der heute zur NATO gehörenden Tschechischen Republik ist der Rang des Unterleutnants, mit Ausnahme des Podporučík OF1c der tschechischen Streitkräfte bis 2011, nicht mit dem OF1b-Rang Unterporutschik zu verwechseln.

## Gegenwart
Auch gegenwärtig ist der Offiziersrang Unterleutnant nach dem NATO-Rangcode OF1c in einigen Ländern vorhanden (z. B. Italien, Russland, u. a. m.). Beispiel dafür sind die Rangbezeichnungen, subleutenanto, subteniente, sottotenente, mladschi lejtenant, podporucik etc. die dem deutschen Begriff Unterleutnant vergleichbar sind. Zum Teil werden für OF-D-Dienstgrade auch anders lautende Bezeichnungen, wie beispielsweise Officer candidate in der US-Navy, verwendet.
Der Unterleutnant OF-D ist auch in gegenwärtigen Streitkräften ein Offiziersdienstgrad, auch wenn dieser aus einigen Sprachen mit Fähnrich (Ensign, Alferez) übersetzt wird. So entspricht in Spanien der Alferez dem Unterleutnant (ebenso in Portugal), der Subteniente aber dem Fähnrich. Ausgerechnet in den spanischsprachigen Staaten Südamerikas ist es genau umgekehrt. In Norwegen, Schweden und Finnland ist Fähnrich der niedrigste Offiziersgrad und entspricht damit dem dänischen Sekondeløjtnant bzw. dem Unterleutnant.
Mehrheitlich, so auch in der Bundeswehr, ist der OF-1-Rang der niedrigste Offiziersdienstgrad, der dem Leutnant, Second lieutenant oder Pilot officer vergleichbar ist.